# Església de Nostra Senyora de la Romanineda

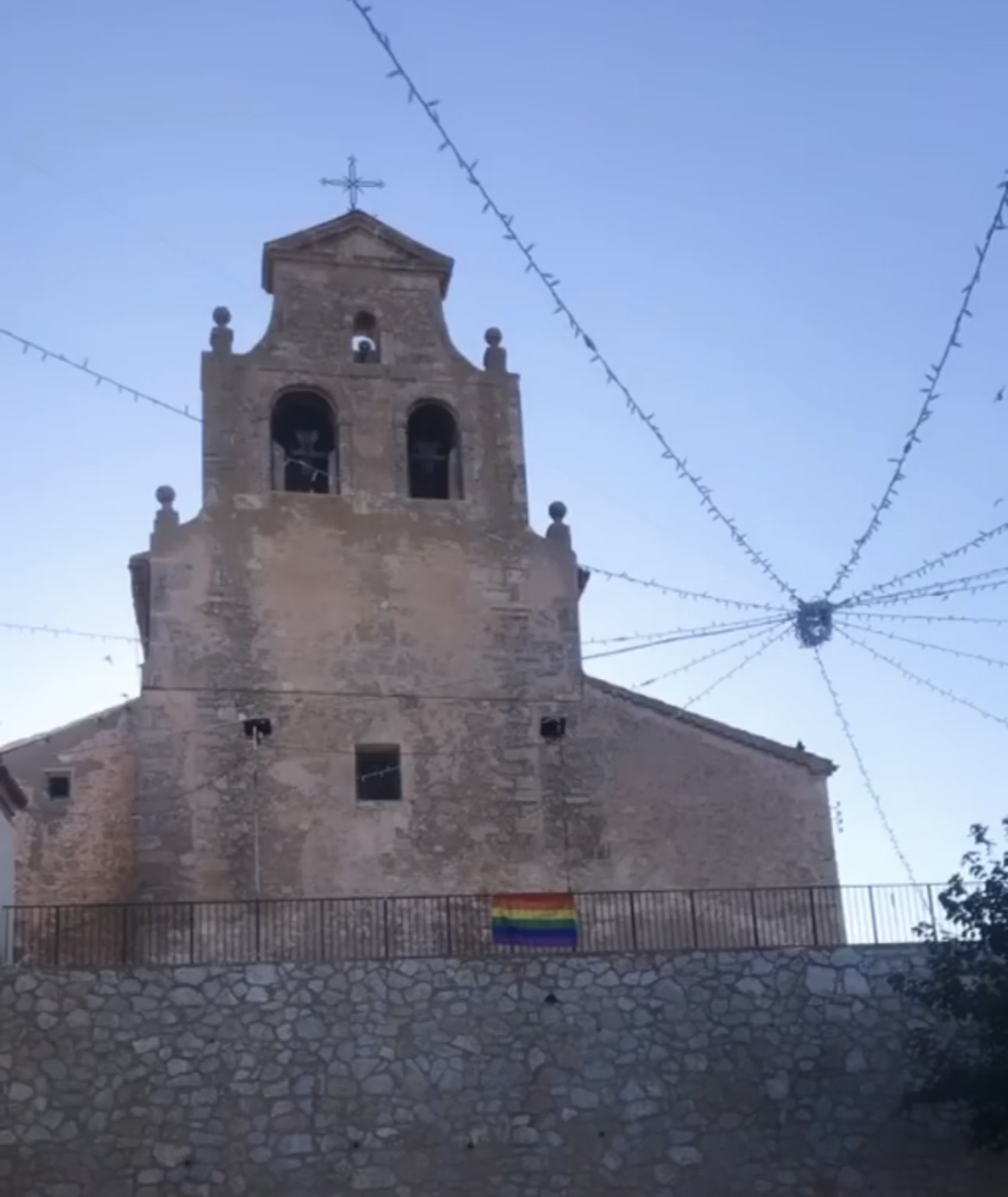
Església de Nostra Senyora de la Romanineda

L'Església de Nostra Senyora de la Romanineda és una església situada a la localitat d'Hontecillas, a Castella - La Manxa, ubicat a la ribera esquerra del Xúquer.

## Estil i característiques
És una església romànica que té determinades característiques arquitectòniques que la diferencien d'altres esglésies. Els elements típics que es troben en aquesta església romànica són el presbiteri, el transsepte, l'absis, la girola, l'absidiola, la nau central, el contrafort, el campanar i el creuer.
Dintre de l'església hi trobem l'ermita, un temple petit que serveix per a fer missa els diumenges d'hivern, ja que és el lloc més petit de l'església. S'ubica al principi del carrer de San Pedro.

## Festes
Festes patronals en honor de la seva patrona, la Verge de la Romanineda. El dia gran és el 15 d'agost, quan se celebra la processó en honor de la seva patrona, la Mare de Déu de la Romanineda. Les nits de revetlla comencen el 13 o el 14. Si s'inicien el 13, les nits de ball seran aquest dia més el 14 i el 15, i el dia 16 se celebra el tradicional Concurs de Calderetes. Si per contra, per conveniència de dates, la primera nit amb música és la del 14, les nits de ball s'allargaran fins al dia 16, i la celebració del concurs de Calderetes passa al dia 17.
Festes en honor de San Antón. Sant Antoni abat és el patró dels animals. Encara que el dia de Sant Anton és el 17 de gener, la celebració es duu a terme el tercer cap de setmana de gener. La raó és que molts dels confrares no viuen al municipi, per la qual cosa, si fos un dia de diari, seria complicat que hi poguessin assistir.

## Informació
Mossèn: Antonio Chicote Chicote
Arquebisbat: Motilla del Palancar
Direcció: Calle Iglesia, 1
CP: 16116
Horari i misses: Diumenge i festius: 10:00h